# Lijst van gotische gebouwen in Zuid-Holland
Dit is een (onvolledige) lijst van de gebouwen die in de gotische stijl zijn gebouwd in de Nederlandse provincie Zuid-Holland. 
Vaak zijn de gebouwen niet volledig in gotische stijl gebouwd, in dat geval worden enkel de gegevens van het gotische gedeelte gegeven.
| Naam                                                           | Functie                                       | Start bouw (jaar)   | Voltooid (jaar)     | Stijl            | Huidige staat                                                 | Oorspronkelijke hoogte (m) | Huidige hoogte (m)  | Lengte (m)        | Breedte (m)          | Plaats      | Straat                     | Afbeelding |
| -------------------------------------------------------------- | --------------------------------------------- | ------------------- | ------------------- | ---------------- | ------------------------------------------------------------- | -------------------------- | ------------------- | ----------------- | -------------------- | ----------- | -------------------------- | ---------- |
| Grote of Sint-Catharijnekerk                                   | Kerk                                          | 1417                | 1482                | Brabantse gotiek | Gerestaureerd                                                 | ?                          | Toren: 57           | ?                 | ?                    | Brielle     | St. Catharijnehof 3        |            |
| Nieuwe Kerk                                                    | Kerk                                          | 1396                | 1496                | Laatgotiek       | Uitgebreid / Gerestaureerd                                    | ?                          | Toren: 108,75       | ?                 | ?                    | Delft       | Markt 80                   |            |
| Oude Kerk                                                      | Kerk                                          | 1325 (~)            | 1520                | Laatgotiek       | Gerestaureerd                                                 | 75                         | 75                  | 85 (~)            | 50 (~)               | Delft       | Heilige geestkerkhof 25    |            |
| Prinsenhof                                                     | Klooster (later residentie van de stadhouder) | 1325 (~)            | 1520                | Gotiek           | Gerestaureerd                                                 | ?                          | ?                   | ?                 | ?                    | Delft       | Sint Agathaplein 1         |            |
| Gemeenlandshuis                                                | Huis (later kantoor)                          | 1505                | ?                   | Brabantse gotiek | Gerestaureerd                                                 | ?                          | ?                   | ?                 | ?                    | Delft       | Sint Agathaplein 1         |            |
| Sint-Hippolytuskapel                                           | Kerk                                          | 1400 (~)            | 1972                | Laatgotiek       | Gerestaureerd Neogotische inrichting                          | ?                          | ?                   | ?                 | ?                    | Delft       | Oude Delft 118             |            |
| Lutherse Kerk                                                  | Kerk                                          | 1407                | 1500 (~)            | Laatgotiek       | Gerestaureerd                                                 | ?                          | ?                   | ?                 | ?                    | Delft       | Noordeinde 4               |            |
| Oostpoort                                                      | Kerk                                          | 1400                | ?                   | Baksteengotiek   | Gerestaureerd                                                 | ?                          | ?                   | ?                 | ?                    | Delft       | Oostpoort 1                |            |
| Oude Steen                                                     | Belfort                                       | ?                   | ?                   | Gotiek           | Gerestaureerd. Geïncorporeerd in Renaissance stadhuis         | ?                          | ?                   | ?                 | ?                    | Delft       | Markt 87                   |            |
| Haagse Toren                                                   | Belfort                                       | 1420                | 1424                | Gotiek           | Bovenkant opnieuw opgebouwd                                   | ?                          | ?                   | ?                 | ?                    | Den Haag    | Rond de Grote Kerk 10      |            |
| Oude Kerk                                                      | Kerk                                          | 2e helft 15e eeuw   | 2e helft 15e eeuw   | Gotiek           | ?                                                             | ?                          | ?                   | ?                 | ?                    | Den Haag    | Keizerstraat 8             |            |
| Ridderzaal                                                     | Vergaderzaal                                  | 1250 (~)            | voor 1290           | Gotiek           | Gerestaureerd (o.m. door P.J.H. Cuypers                       | ?                          | Torens en zaal: 36m | overspanning: 38m | overspanning: 17,80m | Den Haag    | Binnenhof 1A               |            |
| Grote of Sint-Jacobskerk                                       | Kerk                                          | ?                   | 1335 (~)            | Gotiek           | Uitgebreid tussen 1434 en 1455                                | ?                          | ?                   | ?                 | ?                    | Den Haag    | Rond de Grote Kerk 10      |            |
| Grote of Onze-Lieve-Vrouwekerk                                 | Kerk                                          | 1367 (~)            | 1504 (~)            | Brabantse gotiek | Onvoltooid; gerestaureerd                                     | (gepland >100)             | 68                  | ?                 | ?                    | Dordrecht   | Grotekerksplein 8          |            |
| Nieuwkerk                                                      | Kerk, Winkelpand                              | 1420 (~)            | 1592                | Laatgotiek       | Gerestaureerd. deels afgebroken                               | ?                          | ?                   | ?                 | ?                    | Dordrecht   | Nieuwkerksplein 1          |            |
| Lutherse Kerk                                                  | Kerk                                          | 14e eeuw            | ?                   | Gotiek           | Gerestaureerd                                                 | ?                          | ?                   | ?                 | ?                    | Dordrecht   | Vriesestraat 20            |            |
| Augustijnenkerk                                                | Kerk                                          | 1293                | ?                   | Gotiek           | Gerestaureerd                                                 | ?                          | ?                   | ?                 | ?                    | Dordrecht   | Voorstraat 216             |            |
| De Gulden Os                                                   | Huis                                          | 16e eeuw            | ?                   | Brabantse gotiek | Gerestaureerd                                                 | ?                          | ?                   | ?                 | ?                    | Dordrecht   | Groenmarkt 153             |            |
| 't Zeepaert                                                    | Huis                                          | 15e eeuw            | ?                   | Laatgotiek       | Gerestaureerd                                                 | ?                          | ?                   | ?                 | ?                    | Dordrecht   | Wijnstraat 113             |            |
| Mogelijke Noorderzijkoor behorende bij de toren van Goedereede | (mogelijk) koor                               | ?                   | ?                   | Gotiek           | Gerestaureerd                                                 | ?                          | ?                   | ?                 | ?                    | Goedereede  | Kerkpad 3                  |            |
| Toren van Goedereede                                           | Kerktoren Vuurtoren                           | 1467                | 1512                | Gotiek           | Gerestaureerd                                                 | ?                          | 39,5                | ?                 | ?                    | Goedereede  | Kerkpad 3                  |            |
| Agnietenkapel                                                  | Kapel                                         | 15e eeuw            | 15e eeuw            | Gotiek           | Verbouwd                                                      | ?                          | ?                   | ?                 | ?                    | Gouda       | St. Catharijnehof 3        |            |
| Grote of Sint-Janskerk                                         | Kerk                                          | ?                   | ?                   | Gotiek           | Uitgebreid Gerestaureerd                                      | ?                          | ?                   | 123               | 49                   | Gouda       | Achter de Kerk 1           |            |
| Stadhuis van Gouda                                             | Stadhuis                                      | 1448                | 1459                | Brabantse gotiek | Gerestaureerd                                                 | ?                          | ?                   | ?                 | ?                    | Gouda       | Markt 1                    |            |
| De vier gekroonden                                             | huis Winkelpand                               | 1530 (vermoedelijk) | 1530 (vermoedelijk) | Laatgotiek       | Gerestaureerd                                                 | ?                          | ?                   | ?                 | ?                    | Gouda       | Naaierstraat 6             |            |
| Hervormde kerk                                                 | Kerk                                          | 13e eeuw            | ?                   | Gotiek           | Gerestaureerd                                                 | ?                          | ?                   | ?                 | ?                    | Haastrecht  | Kerkplein 9                |            |
| Hooglandse Kerk                                                | Kerk                                          | 1377                | 1500                | Gotiek           | Gerestaureerd                                                 | ?                          | 26,20               | 70,70             | 26,30                | Leiden      | Nieuwstraat 20             |            |
| Pieterskerk                                                    | Kerk                                          | 1390                | ?                   | Gotiek           | Gerestaureerd                                                 | ?                          | ?                   | ?                 | ?                    | Leiden      | Pieterskerkhof             |            |
| Vrouwekerk                                                     | Kerk                                          | 14e eeuw            | ?                   | Gotiek           | Gesloopt. Resten van het koor zichtbaar op het Vrouwenkerkhof | ?                          | ?                   | ?                 | ?                    | Leiden      | Vrouwenkerkhof 11          |            |
| Sint Annahofje                                                 | Hofje                                         | voor 1482           | 1492                | Laatgotiek       | Gerestaureerd                                                 | ?                          | ?                   | ?                 | ?                    | Leiden      | Sint anna aalmoeshuis 1-14 |            |
| Grote of Sint-Laurenskerk                                      | Kerk                                          | 1449                | 1525                | Brabantse gotiek | Gerestaureerd                                                 | ?                          | ?                   | ?                 | ?                    | Rotterdam   | Grotekerkplein 15          |            |
| Grote of Sint-Janskerk                                         | Kerk                                          | 1335                | 1425 (~)            | Gotiek           | Gerestaureerd                                                 | ?                          | ?                   | ?                 | ?                    | Schiedam    | Nieuwstraat 34             |            |
| Huis te Riviere                                                | Kasteel(ruïne)                                | 1262                | ?                   | Gotiek           | Ruïne                                                         | ?                          | ?                   | ?                 | ?                    | Schiedam    | Broersvest                 |            |
| Stadhuis                                                       | Stadhuis                                      | 15e eeuw            | 15e eeuw            | Gotiek           | Verbouwd en gerestaureerd                                     | ?                          | ?                   | ?                 | ?                    | Schoonhoven | Haven 37-41                |            |
| Grote of Bartholomeuskerk                                      | Kerk                                          | 13e eeuw            | 17e eeuw            | Gotiek           | ?                                                             | ?                          | ?                   | ?                 | ?                    | Schoonhoven | Kerkstraat                 |            |
| Dorpskerk                                                      | Kerk                                          | ± 1300              | 1521                | Laat-Gotiek      | Gerestaureerd                                                 | ?                          | ?                   | ?                 | ?                    | Spijkenisse | Kerkring 2                 |            |
| Naam                                                           | Functie                                       | Start bouw (jaar)   | Voltooid (jaar)     | Stijl            | Huidige staat                                                 | Oorspronkelijke hoogte (m) | Huidige hoogte (m)  | Lengte (m)        | Breedte (m)          | Plaats      | Straat                     | Afbeelding |